# Закхей (Вуд)
Монах Закхей (англ. Monk Zacchaeus, в миру Ричард Серафим Вуд, англ. Richard Seraphim Wood; 7 января 1971, Спринг-Вэлли, штат Нью-Йорк, США) — лишённый сана священнослужитель Православной церкви в Америке.
С 30 марта 2002 по 5 октября 2011 годы — представитель Православной церкви Америки при патриархе Московском и всея Руси, настоятель храма Великомученицы Екатерины на Всполье в сане архимандрита.

## Биография
Родился 7 января 1971 года в городе Спринг-Вэлли, в штате Нью-Йорк в США. По собственному признанию, «родился и вырос в православной среде. По линии матери у меня белорусские корни, а отец — американец, в нём шотландская и ирландская кровь». Протоиереем Иоанном Гаврияком в храме Иоанна Крестителя был крещён в православие с именем Серафим. С 1976 года начал алтарничать в храме Иоанна Крестителя.
В 1983 году семья переехала из штата Нью-Йорк в штат Коннектикут, где начала посещать храм святых апостолов Петра и Павла в городе Меридене, а Ричард продолжал служить алтарником и чтецом, а позже исполнять послушания иподиакона епископа Хартфордского и Новой Англии Иова (Осацкого).
С 1989 по 1991 год учился в Свято-Владимирской духовной семинарии в городе Крествуде в Нью-Йорке. До 1993 года нёс послушание келейника митрополита всей Америки и Канады Феодосия и был пострижен в иночество с именем Серафим.
В связи с переводом епископа Иова (Осацкого) с Хартфордской кафедры на Чикагскую переехал в Чикаго. С 1993 по 2000 год — секретарь Чикагского епархиального управления.
Епископом Иовом был пострижен в монашество с именем Закхей. 27 декабря 1994 года епископом Чикагским Иовом был рукоположён во иеродиакона. В связи с послушанием в канцелярии епархии епископом Чикагским Иовом был возведён в сан архидиакона.
В начале 2000 года по благословению митрополита Феодосия переехал в Москву и поступил в Православный Свято-Тихоновский богословский институт (ПСТБИ). Во время учёбы жил в Сретенском монастыре.
В августе 2000 года побывал в Москве на торжествах канонизации новомучеников и исповедников Российских в составе делегации ПЦА.
В феврале 2001 года в домовом храме преподобного Сергия Радонежского в резиденции митрополита всей Америки и Канады в городе Сайоссете, штат Нью-Йорк, был рукоположён в сан иеромонаха с возложением наперсного креста.
14 апреля 2001 года, в Страстную Субботу, в кафедральном соборном храме Христа Спасителя города Москвы по просьбе митрополита Феодосия был возведён в сан игумена.
30 марта 2002 года был назначен исполняющим обязанности настоятеля храма Великомученицы Екатерины на Всполье — представительства Православной церкви в Америке.
4 мая 2002 года, в Великую Субботу, в храме Христа Спасителя по просьбе митрополита всея Америки и Канады патриархом Московским и всея Руси Алексием II был возведён в сан архимандрита с возложением креста с украшениями и митры.
27 июня 2002 года окончил ПСТБИ со степенью магистра богословия.
11 сентября 2002 года провёл поминальное богослужение в Екатерининском храме на Всполье, посвящённое памяти жертв терактов 11 сентября 2001 года. В дальнейшем подобные заупокойные богослужения стали проводиться ежегодно, причём на них обязательно приглашался посол США в России. Как отметил архимандрит Закхей, «поскольку мы официальное Представительство Православной Церкви в Америке, для нас не только честь, но и обязанность — чтить память невинных, которые погибли и пострадали от рук террористов в Нью-Йорке».
22 октября 2002 года решением Священного синода ПЦА назначен официальным представителем Православной церкви в Америке при патриархе Московском и всея Руси.
В 2003 году окончил Киевскую духовную академию со степенью кандидата богословия на тему «Богословское понимание поста в Православной Церкви у западных христиан».
7 декабря 2003 года посол США в России Александр Вершбоу, посетивший Свято-Екатерининский храм, отметил в речи архимандрита Закхея «за его неустанные усилия по развитию связей с американской общиной в Москве и ознакомлению американцев с этой чудесной православной церковью и добрыми делами её прихода».
12 января 2004 года в рабочей патриаршей резиденции в Чистом переулке в составе делегации ПЦА встретился с патриархом Алексием II с целью обсуждения вопроса возвращения Тихвинской иконы. Добился возвращения всего комплекса зданий храма Великомученицы Екатерины на Всполье в собственность прихода. Под его руководством храм был полностью отремонтирован.
Газета.ру характеризовала архимандрита Закхея в период служения в Москве как «строгого блюстителя церковных законов, но при этом весёлого жизнелюба и любителя велосипедных прогулок», человека, искренне увлечённого Россией и «русскостью», который старался быть «больше русским, чем американцем», но при этом «был великим пиарщиком и водил дружбу с известными людьми церковного и светского мира».
17 мая 2007 года присутствовал в храме Христа Спасителя на подписании Акта о каноническом общении, после чего 20 мая сослужил в Екатерининском храме на Всполье вместе с клириком РПЦЗ протоиереем Владимиром Бойковым.
Летом 2008 года как представитель ПЦА принимал участие в торжествах, посвящённых 1020-летию Крещения Руси в Киеве.
9 декабря 2008 года присутствовал на отпевании патриарха Алексия II в храме Христа Спасителя как представитель ПЦА.
7 января 2011 года, по окончании Рождественской вечерни, патриарх Московский и всея Руси Кирилл поздравил главу московского представительства Православной церкви в Америке архимандрита Закхея (Вуда) с сорокалетием и вручил ему памятный наперсный крест.
18 января 2011 года митрополит всей Америки и Канады Иона при посещении храма Великомученицы Екатерины на Всполье высоко оценил труды архимандрита Закхея (Вуда) как представителя Православной церкви в Америке при патриархе Московском и всея Руси.
10 марта 2011 года в резиденции посла Соединённых Штатов Америки в Российской Федерации принял участие во встрече митрополита Илариона (Алфеева) с вице-президентом США Джозефом Байденом.
21 июля 2011 года решением Синода Православной церкви в Америке временно отправлен в отпуск и отозван в Америку с запретом совершать священнодействия. Исполняющим обязанности настоятеля храма Святой Екатерины был временно назначен священник Иоанн Кечкин, а функции представителя ПЦА при патриархе Московском были временно возложены на протоиерея Леонида Кишковского. О причинах такого решения сообщено не было. Священноначалие ПЦА оплатило ему авиабилет в США, однако архимандрит Закхей покидать Россию отказался, сославшись на здоровье. После освобождения от обязанностей проходил лечение в одной из московских больниц.
21 августа 2011 года совершил литургию в храме Великомученицы Екатерины на Всполье, сообщив в слове после литургии, что богослужение было совершено по благословению предстоятеля Православной церкви в Америке митрополита Ионы.
5 октября 2011 года освобожден от всех обязанностей в Московском представительстве ПЦА с запрещением в священнослужении. 4 декабря прибывший в Москву клирик ПЦА протоиерей Александр Гарклавс зачитал в Екатерининском храме письма от 30 ноября, в котором, в частности, говорилось: «Недавние события сделали необходимым его удаление с этих постов и переназначение в Соединенные Штаты. Мы положительно оцениваем его служение в храме св. Екатерины. Хотя его переназначение и вызвало некоторую скорбь и недоумение в приходской общине, я хочу, чтобы вы знали, что все решения принимались с лучшими намерениями в отношении к благополучию отца Закхея и Свято-Екатерининского прихода».
В апреле 2012 года духовный суд отстранил архимандрита Закхея от служения на три года с пребыванием в одном из принадлежащих ПЦА монастырей. Пробыв в монастыре лишь некоторое время, он вернулся в Россию и жил в Твери, где помогал в Тверской епархии Русской православной церкви.
23 мая того же года ПЦА продлило запрещение в священнослужении ещё на 3 года.
22 октября 2014 года решением Священного синода ПЦА лишён священного сана и исключён из клира ПЦА.

## Награды
Церковные:
- орден Рождества Христова I степени (Украинская Православная Церковь);
- орден прп. Антония и Феодосия Киево-Печерских II степени (Украинская Православная Церковь);
- орден св. Нестора Летописца II степени (Украинская Православная Церковь);
- орден святого Иннокентия, Просветителя и апостола Северной Америки, серебряная медаль II степени (Православная Церковь в Америке);
- Орден святителя Иннокентия, митрополита Московского и Коломенского III степени (Русская Православная Церковь; 28 апреля 2009) — «во внимание к усердным миссионерским трудам и развитию братских отношений между Русской Православной Церковью и Православной Церковью в Америке»[26]
- Орден святого преподобного Серафима Саровского III степени (Русская Православная Церковь; 7 декабря 2004) — «За вклад в развитие взаимоотношений между Русской и Американской Православными Церквами»[27]
- медаль преподобного Авраамия Галичского (Костромская епархия Русская Православная Церковь; 2000);
- золотой орден свв. Кирилла и Мефодия (Православная Церковь Чешских земель и Словакии);
- орден св. Ростислава III степени (Православная Церковь Чешских земель и Словакии).
- орден святой равноапостольной Марии Магдалины II степени (Польская православная церковь; 7 января 2011) — по случаю 40-летия со дня рождения[28]

Светские:
- грамота от полномочного представителя Президента РФ в Центральном Федеральном округе Г. С. Полтавченко.

## Публикации
статьи
- Св. Иннокентий, митрополит Московский, его миссионерское служение в Камчатко-Курильской и Алеутской епархии // 300 лет Православия на Камчатке: миссия Церкви в прошлом и настоящем: материалы научно-богословской конференции. Москва, 12 апреля 2005 г. — М. : Православный Свято-Тихоновский гуманитарный университет, 2005. — 240 с. — С. 25-58
- Святитель Иннокентий Московский, просветитель Дальнего Востока, Америки и Аляски // Путь апостольского служения святителя Иннокентия (Вениаминова): материалы научно-практической конференции, Хабаровск, 30 мая — 1 июня 2007 г / ред. игум. Петр (Еремеев). — Хабаровск : Хабаровская духовная семинария, 2007. — 160 с. — С. 27-31
- Православная церковь в истории российско-американских отношений // Русский Север в истории российско-американских отношений : сб. материалов Междунар. науч. конф., посвящ. 200-летию установления дипломат. отношений между Россией и США. — Вологда, 2011. — С. 66-71

интервью
- Во Христе нет ни американца, ни русского. Интервью с архимандритом Закхеем (Вудом) // Поместные Православные Церкви. — М.: Издательство Сретенского монастыря. — 2004. — С. 517—524.
- «Я люблю Россию и наш приход, который является для меня родной семьей» // Россия в красках, 1 ноября 2008
- Архимандрит Закхей (Вуд): «У русских прихожан я учусь покаянию» // Православие и современность. 2009. — № 13 (29)
- Faith Can Unite Us: A Conversation with Moscow’s Archimandrite Zacchaeus // East-West Church & Ministry Report. — Winter 2010. Vol. 18, No. 1
- «Мы видели в нем настоящего человека Церкви». Памяти епископа Архангельского и Холмогорского Тихона // patriarchia.ru, 22 октября 2010
- Рождество в Америке // «Татьянин день», 24/12/2010